# Пехна, Гжегож
Гже́гож Пе́хна (пол. Grzegorz Piechna; род. 18 сентября 1976, Опочно, Лодзинское воеводство) — польский футболист, нападающий. Становился лучшим бомбардиром чемпионата Польши во всех дивизионах.

## Биография
На вопрос о происхождении своего прозвища «Колбаса» Гжегож ответил:
В течение двух лет я, работая на мясном заводе, владельцу которого принадлежал клуб «Моджевянка», развозил колбасные изделия и одновременно играл в футбол. А когда позже перешел в «Церамику» из Опочно, новые партнёры воскликнули: «О, глядите, пришёл Колбаса». С тех пор прозвище и закрепилось.
В июне 2006 года Пехна подписал трёхлетний контракт с московским «Торпедо». Дебют поляка состоялся 2 июля в матче Кубка России против воронежского «Факела». В чемпионате России Гжегож впервые сыграл 6 июля, выйдя на замену в матче со столичным ЦСКА, а в следующей игре забил гол в ворота казанского «Рубина». Всего в чемпионате Пехна сыграл 15 матчей и забил 2 гола, а в августе 2007 года покинул команду и перешёл в польский «Видзев».

## Достижения
- Лучший бомбардир второй лиги Польши: 2004/05 (17)
- Лучший бомбардир чемпионата Польши: 2005/06 (21)

## Семья
Женат на Изабеле, имеет двоих детей.